# 空檔日
空檔日（Gap Day）指的是人们在忙碌的生活中选择一天的时间，专门用于休闲娱乐，暂时从繁忙的日常生活中解放自己。。概念源於歐美的空檔年。

## 词源
随着社交媒体和互联网的兴起，信息的传播和交流变得更加便捷和广泛。年轻一代开始受到来自世界各地的文化和生活方式的影响，其中包括了传统的间隔年概念。间隔年是指学生在完成学业之后延迟入学或工作，选择休息、旅行或参与志愿者工作等活动。
在东亚文化中，特别是受到社交媒体的影响，人们开始将间隔年的概念进行改变，创造了Gap Day这一新的概念。Gap Day 的长度更短，仅为一天，但它依然保留了间隔年的核心理念，即暂时摆脱繁忙的生活，专注于休闲娱乐和自我关怀。
在社交媒体和互联网的推动下，人们开始分享自己的Gap Day经历，包括他们选择的活动、地点和感受。这种广泛的信息交流使得Gap Day概念逐渐在东亚文化中流行起来，并受到年轻人的喜爱。
因此，可以说Gap Day这一概念的来源可以追溯到社交媒体和互联网的影响，将传统的间隔年理念在东亚文化中演变成一种更为简短而集中的休闲日。

### 引申含义
与传统的间隔年概念不同，Gap Day是一个更为简短而集中的休息时期，旨在帮助人们减轻压力、恢复精力和平衡生活。在现代社会中，人们常常面临工作、学习和家庭等各种责任和压力，而Gap Day则为他们提供了一种短暂的逃离方式。
在Gap Day中，个人可以选择各种形式的休闲娱乐活动，如旅行、阅读、欣赏艺术、运动或与朋友共度美好时光。这一天的目标是放松心灵、享受生活，并重新获得内心的平静与满足感。
虽然Gap Day的长度只有一天，但它在个人的生活中起着重要的作用。通过定期安排这样的休息日，人们可以更好地管理自己的压力、提高工作效率和生活质量。此外，Gap Day也有助于促进身心健康，增强个人的创造力和内在平衡。
总而言之，Gap Day是东亚文化中一种特殊的概念，它为人们提供了一天的休闲时间，让他们暂时抽离繁忙的生活，以恢复活力、平衡生活，并享受自己热爱的事物。它成为了现代社会中重要的生活方式之一，帮助人们更好地管理压力和追求个人幸福。

### 适用范围
Gap Day 的适用范围涵盖了各种群体和社会阶层。
1. 学生和年轻人：在教育领域，Gap Day常常被年轻人和学生们所接受和实践。他们可以选择在学业结束后的暑假或放假期间安排Gap Day，以恢复精力、探索兴趣、积累经验，或者参与志愿者活动。
2. 专业人士：在快节奏的职业生涯中，专业人士也逐渐认识到休闲娱乐的重要性。他们通过安排Gap Day来放松身心，提高工作效率和生产力。这对于减轻工作压力、避免职业倦怠和提升工作满意度具有积极的影响。
3. 父母：在照顾家庭和孩子的角色中，父母也可以受益于Gap Day。他们可以选择一个适当的时间来安排一天的休闲，独立于日常家务和工作，专注于个人的兴趣和需求。
4. 灵活就业群体：对于灵活就业群体来说，时间管理和工作自由度非常重要。Gap Day可以帮助他们在紧张的工作时间表中寻找平衡，并提供一种自我关怀和放松的机会，以避免过度劳累和创造性枯竭。

## 评价
Gap Day 作为一种新兴的社会现象，在社会中引起了广泛的讨论和评价。人们对于这种以休闲娱乐为核心的日子有着各种不同的看法和观点。
支持者认为，Gap Day对个人的身心健康和生活平衡具有积极影响。他们认为，现代社会的高压工作和快节奏的生活方式往往使人们处于持续的应激状态，从而影响了他们的工作效率和生活质量。Gap Day提供了一种逃离忙碌的机会，让人们可以暂时抽离压力，放松身心，并追求个人喜好和兴趣。这种自我关怀的时间有助于恢复能量、提高创造力，并为人们更好地应对日常挑战提供了重要的支持。
然而，也有人对Gap Day持有负面观点。他们认为，过于频繁地安排休闲日可能导致工作和学业的滞后，从而影响个人的职业发展和学术成就。此外，他们担心Gap Day可能成为人们逃避责任和面对问题的借口，导致懒散和缺乏目标的生活态度。
综上所述，对于Gap Day的社会评价存在多样性。人们对于休闲娱乐与工作学习之间的平衡持不同观点。然而，重要的是在个人生活中找到适合自己的平衡点，并充分认识到休闲娱乐对于身心健康和生活质量的积极影响。这样，人们可以更好地应对挑战，实现个人的全面发展。